# قائمة الفائزين الأولمبيين في سباق الملعب
فيما يلي قائمة بالفائزين في سباق الملعب في الألعاب الأولمبية من عام 776 قبل الميلاد إلى عام 225 ميلادية. والتي هي مبنية على قائمة قدمها يوسابيوس القيصري باستخدام تجميع سكستوس يوليوس أفريكانوس. سباق الملعب كان أول وأهم مسابقة أولمبية قديمة وأسماء الفائزين أو المنتصرين استخدمت للعديد من الأحداث التاريخية من قبل المؤلفين اليونانيين على مر التاريخ.
- الأولمبياد الأول، 776 ق م - كوروبوس من إليز
- الأولمبياد الثاني، 772 ق م - أنتيماشوس من إليز
- الأولمبياد الثاني، 768 ق م - أندروكلوس من ميسينيا